# Veauchette
Veauchette és un municipi francès situat al departament del Loira i a la regió d'Alvèrnia-Roine-Alps. L'any 2007 tenia 848 habitants.

## Demografia

### Població
El 2007 la població de fet de Veauchette era de 848 persones. Hi havia 295 famílies de les quals 32 eren unipersonals (12 homes vivint sols i 20 dones vivint soles), 94 parelles sense fills, 157 parelles amb fills i 12 famílies monoparentals amb fills.
La població ha evolucionat segons el següent gràfic:
Habitants censats

### Habitatges
El 2007 hi havia 309 habitatges, 295 eren l'habitatge principal de la família, 7 eren segones residències i 7 estaven desocupats. 301 eren cases i 6 eren apartaments. Dels 295 habitatges principals, 257 estaven ocupats pels seus propietaris, 34 estaven llogats i ocupats pels llogaters i 4 estaven cedits a títol gratuït; 1 tenia una cambra, 8 en tenien dues, 20 en tenien tres, 116 en tenien quatre i 151 en tenien cinc o més. 244 habitatges disposaven pel capbaix d'una plaça de pàrquing. A 82 habitatges hi havia un automòbil i a 204 n'hi havia dos o més.

### Piràmide de població
La piràmide de població per edats i sexe el 2009 era:
| Homes | Edats   | Dones |
| ----- | ------- | ----- |
| 0     | 95 o +  | 0     |
| 0     | 90 a 94 | 0     |
| 4     | 85 a 89 | 4     |
| 4     | 80 a 84 | 0     |
| 0     | 75 a 79 | 4     |
| 4     | 70 a 74 | 8     |
| 12    | 65 a 69 | 4     |
| 16    | 60 a 64 | 16    |
| 12    | 55 a 59 | 12    |
| 32    | 50 a 54 | 20    |
| 32    | 45 a 49 | 32    |
| 52    | 40 a 44 | 60    |
| 40    | 35 a 39 | 32    |
| 12    | 30 a 34 | 20    |
| 12    | 25 a 29 | 12    |
| 16    | 20 a 24 | 20    |
| 32    | 15 a 19 | 60    |
| 32    | 10 a 14 | 36    |
| 32    | 5 a 9   | 12    |
| 16    | 0 a 4   | 16    |

## Economia
El 2007 la població en edat de treballar era de 590 persones, 466 eren actives i 124 eren inactives. De les 466 persones actives 438 estaven ocupades (233 homes i 205 dones) i 29 estaven aturades (8 homes i 21 dones). De les 124 persones inactives 56 estaven jubilades, 44 estaven estudiant i 24 estaven classificades com a «altres inactius».

### Ingressos
El 2009 a Veauchette hi havia 303 unitats fiscals que integraven 892,5 persones, la mediana anual d'ingressos fiscals per persona era de 19.623 €.

### Activitats econòmiques
Dels 34 establiments que hi havia el 2007, 1 era d'una empresa extractiva, 2 d'empreses de fabricació d'altres productes industrials, 10 d'empreses de construcció, 3 d'empreses de comerç i reparació d'automòbils, 6 d'empreses de transport, 1 d'una empresa d'hostatgeria i restauració, 2 d'empreses d'informació i comunicació, 1 d'una empresa financera, 3 d'empreses immobiliàries, 1 d'una empresa de serveis, 2 d'entitats de l'administració pública i 2 d'empreses classificades com a «altres activitats de serveis».
Dels 12 establiments de servei als particulars que hi havia el 2009, 1 era un paleta, 3 guixaires pintors, 1 fusteria, 1 lampisteria, 3 electricistes, 1 restaurant i 2 salons de bellesa.
L'any 2000 a Veauchette hi havia 12 explotacions agrícoles que ocupaven un total de 324 hectàrees.

## Equipaments sanitaris i escolars
El 2009 hi havia una escola elemental.

## Poblacions més properes
El següent diagrama mostra les poblacions més properes.